# جان کیو
جان کیو (به انگلیسی: John Q) فیلمی ۱۱۶ دقیقه‌ای به کارگردانی نیک کاساوتس با بازی دنزل واشینگتن که در سال ۲۰۰۲ ساخته شده‌است. داستان فیلم دربارهٔ جان کوئینسی آرچیبالد (ایفای نقش دنزل واشینگتن)، یک پدر و همسر که پسرش به بیماری قلبی مبتلا بوده و او در می‌یابد که سازمان پشتیبانی از سلامت آمریکا برای اهدای قلب از پسرش حمایت نمی‌کند، پس او تصمیم می‌گیرد که بیمارستان را مجبور به انجام این کار کند.
دیگر ستارگان این فیلم کیمبرلی الیز، رابرت دووال، آن هیش، جیمز وودز و ری لیوتا هستند. این فیلم در کانادا و در شهرهای همیلتون، انتاریو و کنمور، آلبرتا فیلمبرداری شده‌است اگرچه داستان فیلم در شیکاگو آمریکا رخ داده‌است.